# 北太平洋短鰓燈魚
北太平洋短鰓灯鱼（学名：Nannobrachium fernae）为輻鰭魚綱燈籠魚目灯笼鱼科的其中一種。分布于北太平洋海域，為深海魚類，棲息深度可達750公尺，體長可達9.1公分。